# フメゲイ
フメゲイ（モンゴル語: Hümegei、生没年不詳）とは、大元ウルスに仕えた官僚の一人。
『元史』における漢字表記は旭邁傑(xùmàijié)で、「フメゲイ（Hümegei）」とは「臭」を意味するモンゴル語に由来する人名。

## 概要
1260年代、帝位継承戦争に勝利して即位したクビライは自らの支配する領域（大元ウルス）をヒタイ（旧金朝領）・タングート（旧西夏領）・モンゴル高原本土の大きく三つに分けて自らの3人の息子（チンキム・マンガラ・ノムガン）に統治を委ね、これら3大領域を大元ウルスの基本形とした。モンゴル高原本土の統治者の地位はノムガンに子がいなかったことからチンキムの子のカマラに移り、更にその息子のイェスン・テムルに継承された。フメゲイはこの晋王（ジノン）イェスン・テムルに仕える僚臣の一人であった。
延祐・至治年間、大元ウルスの朝廷では皇太后ダギとその寵臣のテムデルが国政を壟断しており、これに不満を抱いて即位したゲゲーン・カアン（英宗シデバラ）は両者が亡くなるとその取り巻きを弾圧したため恨みを買い、テクシらを注進とするカアン暗殺計画が進められた。テクシがゲゲーン・カアンの後継者候補として目をつけたのがイェスン・テムルで、至治3年（1323年）8月2日にテクシはカアン暗殺に先立って使者をイェスン・テムルの下に派遣し次期カアンに擁立する意思を伝えた。この時、使者のオロスはイェスン・テムルに仕えるダウラト・シャーにのみ面会して「汝（ダウラト・シャー）とマスウードのみカアン暗殺・イェスン・テムル擁立計画を知り、フメゲイにはこれを知らせるな」と伝えており、フメゲイはイェスン・テムル配下の中でもダウラト・シャーと対立する立場にあったことが窺える。
8月4日、南坡の変でゲゲーン・カアンが暗殺されると、以前からの予定通りイェスン・テムルはケルレン川河畔のクリルタイによって即位を表明した。即位の翌日にイェスン・テムルは朝廷の新人事を発表したが、この時フメゲイは宣政院使とされた。この時、他に任命された人物はテクシら暗殺の実行犯かダウラト・シャーら擁立計画に協力した人物ばかりであったため、これらの計画に関与していないフメゲイはイェスン・テムル自身の抜擢によって任命されたのではないかと見られる。しかし、イェスン・テムルはテクシら暗殺実行犯の言いなりになるつもりはなく、同年10月にフメゲイを中書右丞相（中書省の長）に任命して大都に派遣し、テクシら暗殺実行犯及びその家族の処刑・家産の没収を行わせた。また、これと同時にフメゲイはテクシが率いていたアスト軍団の統轄も委ねられている。
同年12月には諸王マイヌ（買奴）がゲゲーン・カアン暗殺実行犯の処罰に連座することを恐れて自らの潜邸に逃れていることが問題となった。フメゲイらは議論して宗戚（チンギス・カンの一族）の中で逆賊を討伐でき朝廷に忠義を尽くせる者はマイヌをおいて他になく、むしろ封賞を加えて厚遇すべきであると進言し、フメゲイの意見を容れたイェスン・テムルは泰寧県の5000戸をマイヌに与えて泰寧王に封じた。その数日後には「南坡の変」以来、多くの逆賊を討伐してきた功績によりフメゲイには金10錠・銀30錠・鈔7000錠が与えられた。
翌泰定元年（1324年）、泰定と改元されたものの、大元ウルス内では天災が続き国内は不安定化した。これを受けてウバイドゥッラー・張珪・楊廷玉らがカアンに辞意を表明し、右丞相フメゲイと左丞相ダウラト・シャーも「災害の責任は自らにあって諸臣にはない」とカアンに上奏する事態に陥った。イェスン・テムル・カアンはこれを受けて「もし皆が責任を取って辞去したとすれば、国家の大事を朕は誰と協議すればよいのか」と述べて大臣の辞任を留めた。また、この頃には呉淞江の改修に携わっている。
泰定2年（1325年）、フメゲイは財政不足を理由に厩馬の軽減、衛士の縮小、諸王への濫賜の節減を上奏し、イェスン・テムル・カアンはこれに従った。また、同年には飢饉を理由に上都の皇后の居所の修繕取りやめを進言し、これも採用されている。泰定2年中にフメゲイは右丞相の地位を退き、タシュ・テムルに地位を譲った。
フメゲイは『元史』に列伝がないが、『新元史』巻204列伝101に立伝されている。『新元史』の編者柯劭忞はカアン暗殺犯を処刑し、先朝の法度を守り比較的安定した治世を築いたフメゲイを「賢相」として評価している。